# Andreas Hopmark
Andreas Eines Hopmark (Kristiansund, 6 luglio 1991) è un ex calciatore norvegese, di ruolo difensore.

## Carriera
Hopmark ha cominciato la carriera con la maglia del Kristiansund FK, compagine all'epoca militante in 3. divisjon. Ad agosto 2008 è passato al Kristiansund BK. Ha contribuito alla promozione in 1. divisjon arrivata al termine del campionato 2012.
Il 7 aprile 2013 ha giocato quindi la prima partita in questa divisione, schierato titolare nella vittoria per 3-1 arrivata sull'Elverum. Il 31 agosto 2014 ha trovato il primo gol in 1. divisjon, in occasione del 3-0 inflitto al Bryne. Il Kristiansund BK ha conquistato la promozione in Eliteserien alla fine del campionato 2016.
Il 1º aprile 2017 ha pertanto debuttato nella massima divisione locale, schierato titolare nella sconfitta per 0-1 subita contro il Molde. Il 18 maggio 2018, Hopmark ha rinnovato il contratto che lo legava al club fino al 31 dicembre 2020.
L'11 novembre 2018 ha siglato il primo gol in Eliteserien, nel 3-1 inflitto al Brann.
Il 7 luglio 2020 ha ulteriormente prolungato l'accordo che lo legava al Kristiansund BK, fino al 31 dicembre 2022.

## Statistiche

### Presenze e reti nei club
Statistiche aggiornate al 15 gennaio 2021.
| Stagione               | Squadra                | Campionato             | Campionato | Campionato | Coppe nazionali | Coppe nazionali | Coppe nazionali | Coppe continentali | Coppe continentali | Coppe continentali | Altre coppe | Altre coppe | Altre coppe | Totale | Totale | Totale |
| Stagione               | Squadra                | Comp                   | Pres       | Reti       | Comp            | Pres            | Reti            | Comp               | Pres               | Reti               | Comp        | Pres        | Reti        | Pres   | Reti   |        |
| ---------------------- | ---------------------- | ---------------------- | ---------- | ---------- | --------------- | --------------- | --------------- | ------------------ | ------------------ | ------------------ | ----------- | ----------- | ----------- | ------ | ------ | ------ |
| 2007                   | Kristiansund FK        | 3D                     | ?          | ?          | CN              | ?               | ?               | -                  | -                  | -                  | -           | -           | -           | ?      | ?      |        |
| gen.-ago. 2008         | Kristiansund FK        | 4D                     | ?          | ?          | CN              | ?               | ?               | -                  | -                  | -                  | -           | -           | -           | ?      | ?      |        |
| Totale Kristiansund FK | Totale Kristiansund FK | Totale Kristiansund FK | ?          | ?          |                 | ?               | ?               |                    | -                  | -                  |             | -           | -           | ?      | ?      |        |
| ago.-dic. 2008         | Kristiansund BK        | 2D                     | ?          | ?          | CN              | -               | -               | -                  | -                  | -                  | -           | -           | -           | ?      | ?      |        |
| 2009                   | Kristiansund BK        | 2D                     | ?          | ?          | CN              | ?               | ?               | -                  | -                  | -                  | -           | -           | -           | ?      | ?      |        |
| 2010                   | Kristiansund BK        | 2D                     | ?          | ?          | CN              | ?               | ?               | -                  | -                  | -                  | -           | -           | -           | ?      | ?      |        |
| 2011                   | Kristiansund BK        | 2D                     | ?          | ?          | CN              | ?               | ?               | -                  | -                  | -                  | -           | -           | -           | ?      | ?      |        |
| 2012                   | Kristiansund BK        | 2D                     | 25         | 3          | CN              | 2               | 0               | -                  | -                  | -                  | -           | -           | -           | 27     | 3      |        |
| 2013                   | Kristiansund BK        | 1D                     | 7          | 0          | CN              | 1               | 0               | -                  | -                  | -                  | -           | -           | -           | 8      | 0      |        |
| 2014                   | Kristiansund BK        | 1D                     | 13+1       | 1+0        | CN              | 2               | 0               | -                  | -                  | -                  | -           | -           | -           | 16     | 1      |        |
| 2015                   | Kristiansund BK        | 1D                     | 21+2       | 0          | CN              | 1               | 0               | -                  | -                  | -                  | -           | -           | -           | 24     | 0      |        |
| 2016                   | Kristiansund BK        | 1D                     | 27         | 0          | CN              | 1               | 0               | -                  | -                  | -                  | -           | -           | -           | 28     | 0      |        |
| 2017                   | Kristiansund BK        | ES                     | 27         | 0          | CN              | 4               | 1               | -                  | -                  | -                  | -           | -           | -           | 31     | 1      |        |
| 2018                   | Kristiansund BK        | ES                     | 20         | 1          | CN              | 1               | 0               | -                  | -                  | -                  | -           | -           | -           | 21     | 1      |        |
| 2019                   | Kristiansund BK        | ES                     | 17         | 0          | CN              | 0               | 0               | -                  | -                  | -                  | -           | -           | -           | 17     | 0      |        |
| 2020                   | Kristiansund BK        | ES                     | 30         | 1          | -               | -               | -               | -                  | -                  | -                  | -           | -           | -           | 30     | 1      |        |
| Totale Kristiansund BK | Totale Kristiansund BK | Totale Kristiansund BK | 187+3+     | 6+0+       |                 | 12+             | 1+              |                    | -                  | -                  |             | -           | -           | 202+   | 7+     |        |
| Totale carriera        | Totale carriera        | Totale carriera        | 187+3+     | 6+0+       |                 | 12+             | 1+              |                    | -                  | -                  |             | -           | -           | 202+   | 7+     |        |

## Palmarès

### Club

#### Competizioni nazionali
- 2. divisjon: 1

Kristiansund BK: 2012 (gruppo 2)
- 1. divisjon: 1

Kristiansund BK: 2016